# Marie Sneve Martinussen
Marie Sneve Martinussen, född 30 december 1985, är en norsk politiker (Rødt), nationalekonom och musiker. Hon är stortingsrepresentant för Akershus och sitter i finanskommittén. Sneve Martinussen tillträdde 2023 som partiledare i Rødt, efter att ha varit vice ordförande sedan 2012. Hon har tidigare arbetat som rådgivare i Miljødirektoratet.

## Bakgrund
Sneve Martinussen är uppvuxen i Sandnes, vid det gamla gruvsamhället Bjørnevatn utanför Kirkenes.
Hon är barnbarn till partisanen och motståndsmannen Håkon Sneve.

## Politiker
Sneve Martinussen blev först politiskt engagerad genom miljörörelsen, bland annat som rysslandssekreterare i organisationen Natur och Ungdom. År 2008 blev hon och sex andra medlemmar i organisationen frihetsberövade av ryska immigrationsmyndigheter under en fredlig aktion i Apatity. Ungdomarna, som menade de hade tillåtelse för aktionen, satt i flera långa förhör och fick böter.
Vid stortingsvalet 2009 stod Martinussen på andra plats på Rødts lista i Finnmark. År 2010 blev hon invald i partiets arbetsutskott.

## Stortingskommittéer
- 2021–2025: Medlem av Finanskommittén

## Musiker
Martinussen spelade tidigare bas i bandet Making Marks, ursprungligen Mylittlepony. Hon har medverkat på följande inspelningar:
Album
- A Thousand Half-Truths, Fika Recordings 2014

Singlar
- Ticket Machine, Fika Recordings 2012
- Barcodes, Fika Recordings 2013
- Uten en tråd, Snertingdal Records 2013